# Nord
Nord (oznaka 59) je francoski departma. Nahaja se na skrajnem severu države, od tod tudi njegovo ime (Sever). Na severu meji na Belgijo. Glavno mesto je Lille, skozi katerega potekajo pomembne prometne povezave. Departma Nord je najbolj poseljen v Franciji, skupaj z departmajem Pas-de-Calais tvorita regijo Nord-Pas-de-Calais.

## Zgodovina
Departma je bil ustanovljen v času francoske revolucije 4. marca 1790 iz delov nekdanjih grofij Flandrije in Hainauta. Ozemlje, nekdaj del Španske Nizozemske, je bilo predano Franciji v več zaporednih mirovnih sporazumih (1659, 1668 in 1678).

## Geografija
Nord leži v vzhodnem delu regije Nord - Pas-de-Calais ob Severnem morju. Na zahodu meji na departma Pas-de-Calais, na jugu na departma regije Pikardije Aisne, na severu in vzhodu pa meji na Belgijo.